# Pierre Even
Pierre Even (ur. 22 stycznia 1929 w Pont-l’Évêque, zm. 18 maja 2001 w Caen) – francuski kolarz torowy, srebrny medalista mistrzostw świata.

## Kariera
Największy sukces w karierze Pierre Even osiągnął w 1950 roku, kiedy zdobył srebrny medal w sprincie indywidualnym amatorów podczas torowych mistrzostw świata w Liège. W zawodach tych wyprzedził go jedynie jego rodak Maurice Verdeun, a trzecie miejsce wywalczył Johannes Hijzelendoorn z Holandii. Był to jedyny medal wywalczony przez Evena na międzynarodowej imprezie tej rangi. W 1951 roku zdobył ponadto brązowy medal torowych mistrzostw Francji w tej samej konkurencji. Nigdy nie wystąpił na igrzyskach olimpijskich.